# بهمن طهماسبی
بهمن طهماسبی (زاده ۲۸ ژوئیهٔ ۱۹۸۰ در نوشهر) یک بازیکن سابق فوتبال اهل ایران است.او در تاریخ ۱۴۰۴/۳/۱۲ سر تمرین تیم آبی پوشان بابلسر آمد اما سریع از آنجا رفت . 

## دوران حرفه‌ای
طهماسبی با صعود ایرسوتر نوشهر به لیگ آزادگان در فصل ۷۷–۷۸ خود را معرفی کرد. فصل ۷۸–۷۹ را با ایرسوتر شروع کرد اما در میانه‌های فصل به استقلال تهران پیوست و مجموعاً ۱۰ گل در لیگ به ثمر رساند و در جدول گلزنان چهارم شد. او در این سال موفق به فتح جام حذفی ۷۸–۷۹ شد. فصل ۷۹–۸۰ او به همراه استقلال فاتح لیگ آزادگان شد. سپس در فصل ۸۰–۸۱ به فجر شهید سپاسی پیوست و با این تیم به فینال جام حذفی رسید، اما در فینال مغلوب تیم سابق خود یعنی استقلال شد. او در فصل ۸۱–۸۲ راهی پیکان تهران شد و سه فصل در این تیم فعالیت داشت. در فصل ۸۲–۸۳ با هشت گل برترین گلزن پیکان بود. در فصل ۸۳–۸۴ نتوانست مانع از سقوط پیکان شود و با این تیم به لیگ آزادگان سقوط کرد. فصل ۸۴–۸۵ به پگاه گیلان پیوست و در لیگ آزادگان مشغول فعالیت شد. در پایان این سال آن‌ها به عنوان تیم اول گروه خود صعود کردند اما در مرحله دوم مغلوب تیم سابق طهماسبی یعنی پیکان شدند و از صعود به لیگ برتر بازماندند. در فصل ۸۶–۸۵ مجدداً به فجر در لیگ برتر برگشت و دو فصل برای این تیم بازی کرد. طهماسبی در فصل ۸۸–۸۷ راهی سپاهان اصفهان شد و با این تیم موفق به کسب سهمیه آسیا شد. او در فصل ۸۹–۸۸ با سپاهان لیگ برتر را فتح کرد و مجدداً قهرمان لیگ کشور شد. فصل ۹۰–۸۹ به نفت تهران پیوست و در هفته پایانی با گل دقیقه نود و دوم خود به شاهین بوشهر، موجبات برتری یک بر صفر تیم خود را فراهم کرد و نفت را از سقوط نجات داد. نه دقیقه قبل از این گل او بجای مهدی رفیعی وارد زمین شده بود. زمانی که صحبت از انتقال تیم نفت به اراک شد، او به شیراز رفت و با فجر قرارداد امضا کرد ولی با منتفی شدن انتقال نفت به اراک، تصمیم گرفت که مجدداً به نفت برگردد و قرارداد خود را با فجر فسخ کرد، اما موفق به ثبت قرارداد با نفت نشد و بدین ترتیب در فصل ۹۰–۹۱ بازی در لیگ یک را با بازی در تیم آلومینیوم هرمزگان آغاز کرد. او با این تیم ضمن قهرمانی لیگ یک موفق به صعود به لیگ برتر شد و همچنین عنوان آقای گلی مسابقات را بدست آورد. پس از این صعود او در فصل ۹۲–۹۱ به صبای قم پیوست و یک فصل دیگر در لیگ برتر بازی کرد و مجدداً راهی لیگ یک شد تا در فصل ۹۲–۹۳ به پدیده خراسان کمک کند تا قهرمان لیگ یک شود و به لیگ برتر صعود کند. او در آخرین فصل دوران بازیگریش یعنی فصل ۹۳–۹۴ ابتدا یک نیم فصل برای مس کرمان بازی کرد و در نقل و انتقالات نیم فصل به نساجی مازندران پیوست. در چهارمین بازی خود برای این تیم دچار مصدومیت شد و چندین هفته از فوتبال دور بود. با آغاز فصل جدید به تمرینات این تیم فراخوانده شد، ولی در ۱۶ تیر ۱۳۹۴ با انتشار متنی در اینستاگرام خود، خداحافظیش را از دنیای فوتبال اعلام کرد. متن خداحافظی او این گونه بود: «خداحافظ مستطیل سبز امروز تصمیم گرفتم از دنیای فوتبال خداحافظی کنم تصمیمی سخت ولی یک روز باید این کارو می‌کردم خدایا شکرت»
وی با زدن ۵ گل به باشگاه فوتبال پرسپولیس تهران از این نظر رکوردار محسوب می‌شود. طهماسبی با پنج تیم به پرسپولیس گل زده است.  وی در آخرین فصل بازیگری اش به تیم فوتبال سردار بوکان پیوست. بهمن طهماسبی در فصل ۹۸-۹۷ در شرایطی که در تیم پاس همدان به عنوان (مربی-بازیکن) فعالیت می‌کرد در نیم فصل دوم لیگ دسته دوم در ۴ دیدار پیراهن این تیم را بر تن کرد تا آخرین تیمی باشد که در آن توپ زده است.

## افتخارات

### به عنوان بازیکن

##### استقلال
- جام حذفی: ۱۳۷۹
- لیگ ایران: ۱۳۸۰

##### سپاهان
- لیگ ایران: ۱۳۸۹